# Lien Khuong Lufthavn
Lien Khuong Lufthavn (IATA:DLI, ICAO:VVDL) ligger på Da Lat, province Lam Dong, Vietnam.

## Terminaler
- Vietnam Airlines (Ho Chi Minh-byen, Hanoi, Da Nang)